# 이금진 (농구인)
이금진(李金眞, 1965년 2월 1일 ~ )은 대한민국 여자 농구 국가대표팀 선수였다. 포지션은 슈팅 가드였다.

## 선수 경력
1983년 상명여자고등학교를 졸업하고 실업팀 선경화학에 입단, 그해 3월 실업 데뷔 무대인 봄철 여자실업농구대회에서 뛰어난 활약을 보여주면서 한국화장품의 이형숙과 함께 대회 신인상을 공동 수상하였다.
이듬해인 1984년 6월에는 LA 올림픽 국가대표팀에 최종 선발되지만 훈련 도중 부상을 당해 김은숙에게 대표 선수 자리를 내주면서 은메달의 주인공이 되지 못하였다. 그러나 부상에서 회복되자마자 그해 10월 중국 상하이에서 열린 아시아 여자 농구 선수권 대회를 위한 국가대표팀에 유일하게 추가 승선하여 금메달을 획득하였다.
1985년 8월에는 미국 콜로라도스프링스에서 열린 제1회 세계 청소년 여자 농구 선수권 대회에 최경희, 성정아 등과 함께 참가하였다. 주전 베스트 5이자 주장으로서 대한민국 팀을 결승전에 진출시키고 자신도 호주전에서 24득점, 중국전에서 23득점을 올리는 등 경기당 평균 16.3 득점으로 개인 득점 순위 7위에 오르며 맹활약 하였다.
1986년에도 국가대표팀에 꾸준히 선발되어 아시아 여자 농구 선수권 대회, 세계 여자 농구 선수권 대회, 아시안 게임에 연속 출장하였다.
1988년에는 서울 올림픽 국가대표팀에 선발되어 올림픽 출전의 영광을 누렸는데 최경희에게 주전 슈팅 가드자리는 내주었지만 식스맨으로서 최고의 활약을 거두었다. 풀리그 예선 1차전 호주와의 경기에서 3점슛 5개를 포함해 팀내 최고 득점인 19득점을 올렸고 2차전 소련과의 경기에서도 3점슛을 작렬시키며 17득점을 기록하였다. 다섯 경기 평균 23.2분 출장하며 평균 15.2 득점을 기록, 토너먼트 개인 득점 순위 9위에 올랐고 3점슛율(64.5%)-3점슛수(20개)-경기당 평균 3점슛(4.0개) 모두 1위에 오르는 기염을 토했다.
소속팀 선경화학에서 매 시즌 원맨쇼에 가까운 활약을 보여주었지만, 약한 팀 전력으로 인해 농구대잔치에서는 큰 주목을 받지 못하고 1989년 3월 농구대잔치 올스타전을 마지막으로 현역에서 은퇴하였다. 이후 일본으로 건너가 1부리그팀 미쓰비시 전기에 잠시 몸담기도 했다.

## 소속팀
- 상명여자고등학교
- 선경화학 / SKC